# 1911年大西洋飓风季
1911年大西洋飓风季相对来说不算活跃，夏季到秋季期间已知只有六个热带气旋在大西洋形成。季内很可能有过另外三个热带低气压，其中一个于2月飓风季开始时形成，另一个在12月飓风季结束时消散。有三个风暴增强到了飓风强度，其中两个达到萨菲尔-辛普森飓风等级下的二级飓风标准。风暴数据大部分来源于大西洋飓风数据库，该数据库中1911年到1914年的数据于2005年进行了全面修订。
虽然气旋数量不多，但大部分都直接对陆地产生了影响。其中8月下旬一个向西行进的飓风造成17人死亡，并对南卡罗莱纳州的查尔斯顿及其周边地区造成严重破坏。几个星期前，佛罗里达州彭萨科拉地区受到墨西哥湾一个风暴产生的时速130公里狂风袭击。本季的第四个风暴还吹袭了尼加拉瓜海岸，导致十人丧生和大面积破坏。

## 季节简介
大西洋飓风数据库（Atlantic hurricane database，简称）正式确认1911年大西洋飓风季期间形成了6个热带气旋，其中三个达到了飓风强度，最大持续风速在每小时121公里或以上。该季的第三个飓风最为强烈，其中心最低气压低至972毫巴（百帕，28.7英寸汞柱）。这场风暴消散后，大西洋上又形成了另一个飓风，其风速可以与前者相提并论，但气压数值无从知晓。此外本季还形成了三个始终未达到热带风暴强度的热带低气压，第一个于2月形成，第三个在12月形成。第一个达到热带风暴强度的系统于8月4日形成，而这年最后一个热带风暴则在10月31日消散。
20世纪早期缺乏现代气象预测和记录。这些年代的飓风数据库有时会存在内容欠完整或错误的地方，随着大西洋飓风再分析计划的进行，数据库中时常会增加新的风暴。其中1911至1914年的数据于2005年进行了再次分析，并通过使用过往的天气图和船舶报告确认了两个之前未知的热带气旋存在，还对已知风暴的信息做出了修订和纠正。这些风暴都简单地按照其出现顺序加以代称，因为大西洋的热带气旋要在数十年后才开始有正式名称。

## 风暴

### 第一号热带低气压
第一号热带低气压于2月由大西洋开放海域上空的一个低压槽发展而成并向西行进。虽然有船只报告该系统关联的风速有可能超过每小时80公里，但还是缺乏证据表明其达到了热带风暴强度。这个气旋于2月21日消散。

### 第二号热带低氣壓
第二个热带低气压于5月中到下旬由一个温带气旋演变而成，5月22日在百慕大东南方向海域发展成热带系统。低气压围绕同一片区域持续了三天后由另一个非热带风暴吸收。由于缺乏数据，这个系统的现代文献记载仍然很不完善。

### 第三号热带风暴
1911年大西洋飓风季的第三个热带气旋于8月4日在美国阿拉巴马州以南海域形成，其中缺乏相关联的前锋界限和密闭环流中心。系统只达到了热带低气压强度，向东行进并于次日进入大西洋。几天后，低气压在百慕大附近达到热带风暴强度并转向东北。风暴又持续了几天后，于8月11日消散。这场风暴给百慕大带去了大雨，但该岛上报告出现的风力还没有达到烈风强度。这场风暴是在2005年大西洋飓风数据库重新修订后才确认存在的。

### 第四号飓风
8月8日，佛罗里达州西南海岸形成了一股热带低气压，低气压向西漂移，于次日增强为热带风暴并开始加速朝西北方向行进。接近美国墨西哥湾沿岸地区后，气旋的最大持续风速估计达到了每小时130公里，达到了如今萨菲尔-辛普森飓风等级下的一级飓风标准。飓风逼近阿拉巴马州和佛罗里达州边界，并在陆地上空减弱后蜿蜒西进。8月12日，风暴漂移至路易斯安那州和德克萨斯州上空，给两州带去了倾盆大雨。
1911年8月11日晚，佛罗里达州的彭萨科拉出现了时速130公里的狂风，低压则低至1007毫巴（百帕，29.73英寸汞柱）。随着飓风风眼的经过，当地进入了一段短暂的平静期，然后情况再度恶化。风暴产生的降雨量总计达到114毫米，狂风导致电话和电报线路中断，令当地与外界失去联系达24小时。该市当晚也出现了大范围停电。航运业损失惨重，许多驳船被狂风吹至触礁搁浅。这场飓风把保存在沿海“数量庞大”的木材吹得四下分散，飓风造成的死亡人员至今仍无定论。虽然这场风暴造成了严重的破坏，但根据1911年8月发行的《每月天气回顾》（Monthly Weather Review）描述，其影响还是小于预期，彭萨科拉遭受的损失共计约为12000美元（1911年美元，相当于39.2萬2025年美元）。阿拉巴马州的莫比尔记录到每小时56公里的大风，但没有造成损失的报告。

### 第五号飓风
第四号飓风消散一个多星期后，本季的第四个风暴于8月23日发展出来并缓慢朝西北偏西方向前进。风暴在达到飓风强度后转朝更偏西北的方向进发，并在几天后达到每小时155公里的最高风速，并且有报告表明其气压低至972毫巴（百帕，28.7英寸汞柱）。8月28日飓风中心在乔治亚州萨凡纳以南约几英里的内陆经过，并且在登陆后迅速退化，于8月29日减弱为热带低气压，接下来又在陆地上持续了几天后才最终消散。
这场飓风的规模相对较小，但在萨凡纳和南卡罗莱纳州的查尔斯顿之间地区导致了大范围破坏。不过风暴中心虽然就在距萨凡纳不远处经过，但该市所受到的影响很小。乔治亚州沿海地区出现的倾盆大雨导致多条铁道被冲毁。该地区的种植业、畜牧业和道路都受到了严重破坏。查尔斯顿的一个风速计在记录到每小时151公里风速后损坏，估计风速达到了每小时171公里，当地在三天内的降雨量有124毫米。
风暴肆虐了超过36小时，造成了严重的破坏。狂风掀掉了成百上千房屋的屋顶，还摧毁了许多房屋，对电力和电话服务构成大范围影响。根据查尔斯顿当地一位气象预报员的记录，高于正常水平3.2米的潮水“致使许多船只失事，多个码头受损”，还有六艘美国海军鱼雷艇被狂风从停靠位置扯下并一直吹到了岸上。共计有17人因这场飓风遇难，查尔斯顿遭受的财产损失估计达到100万美元（1911年美元，相当于3270萬2025年美元）。

### 第六号飓风
下一个风暴于9月3日在小安的列斯群岛以东洋面形成并向西前进，经过约一天的发展后达到了热带风暴强度。风暴的前进速度减缓，并以弧形路径向西南方向移动，逼近哥伦比亚北海岸后，系统又开始远离陆地并增强到一级飓风强度，之后进一步增强到二级飓风强度，于10月2日袭击尼加拉瓜。飓风在陆地上迅速减弱成热带风暴，并继续向西穿越中美洲，最后在进入太平洋后不久消散。一份报告表明尼加拉瓜小镇科林图（Corinto）有10人遇难，50人受伤，约250套房屋被毁，造成的经济损失约有200万美元（1911年美元，相当于6540萬2025年美元）。这场风暴的数据极其匮乏，因此在对飓风数据库进行的更新中只能做出很小的修改。

### 第七号热带风暴
本季第七个热带气旋也是在2005年对数据库重新修订后才确认存在的。这个系统表现出一些混合性的特征，根据现代分类方案有可能属于亚热带气旋。这场风暴于9月15日在大西洋中部形成，起初朝西面进发，并在转向西北后逐渐增强，于9月19日在新英格兰东南方向海域转变成温带气旋，之后由一股从西北方向靠近的更强烈冷锋吸收。

### 第八号热带风暴
10月下旬，观测人员在距波多黎各不远的加勒比海洋面发现一股扰动气流。这股扰动气流在巴哈马以南海域上空发展成热带低气压，并向西南偏西方向行进穿越古巴，哈瓦那出现了时速71公里的东南风。10月27日，低气压已增强为热带风暴并向西南方向漂移，然后在接近尤卡坦半岛最东端时突然大幅转向北上。美国上空这时存在一片高气压区，因此风暴起初无法向东转向对佛罗里达州构成威胁，而是继续进入墨西哥湾。然而到了10月31日，风暴蜿蜒向东行进并进入佛罗里达州北部上空，到进入大西洋时其强度已有所减弱。风暴的环流中心在其整个存在期间组织性一直不佳。长期以来的记录一直认为系统是在古巴以南发展出来，但之后对船舶观测数据进行重新评估后确认，这股低气压实际上是在古巴以东洋面形成。10月26日，气象局向从基韦斯特到西棕榈滩之间的佛罗里达州东部沿海地区和坦帕以南的西部沿海地区发布了飓风警告。

### 第九号热带低气压
12月11日，第九个热带低气压在特克斯和凯科斯群岛附近海域形成，系统向西前进，于次日到达古巴东部以北近海。系统于12月13日开始减弱，并在之后不久消散。